# Pero sublucida
Pero sublucida är en fjärilsart som beskrevs av Warren. Pero sublucida ingår i släktet Pero och familjen mätare. Inga underarter finns listade i Catalogue of Life.